# Jan Horczyczak
Jan Horczyczak (ur. 6 czerwca 1894 w Turzówce) – szeregowy Legionów Polskich, mechanik.

## Życiorys
Urodził się 6 czerwca 1894 w Turzówce, w rodzinie Adama.
W czasie I wojny światowej walczył w szeregach 12. kompanii 6 Pułku Piechoty Legionów Polskich. W październiku 1915 został ranny.
Mieszkał w Warszawie przy ul. Madalińskiego 62 m. 4.

## Ordery i odznaczenia
- Krzyż Niepodległości – 16 marca 1937 „za pracę w dziele odzyskania niepodległości”[6][1]
- Krzyż Walecznych dwukrotnie – 1922[7] (po raz pierwszy „za udział w b. Legionach Polskich”[8][9])
- Krzyż Pamiątkowy 6 pułku piechoty Legionów Polskich[4]
- Srebrny Medal Waleczności 1 klasy – 10 sierpnia 1917